# Маршал (Индијана)
Маршал (енгл. Marshall) град је у америчкој савезној држави Индијана.

## Демографија
По попису из 2010. године број становника је 324, што је 36 (-10,0%) становника мање него 2000. године.
| Група             | 2000.       | 2010.       |
| Белци             | 357 (99,2%) | 315 (97,2%) |
| Афроамериканци    | 0 (0,0%)    | 0 (0,0%)    |
| Азијати           | 0 (0,0%)    | 0 (0,0%)    |
| Хиспаноамериканци | 0 (0,0%)    | 4 (1,2%)    |
| Укупно            | 360         | 324         |